# Leopoldino Faria

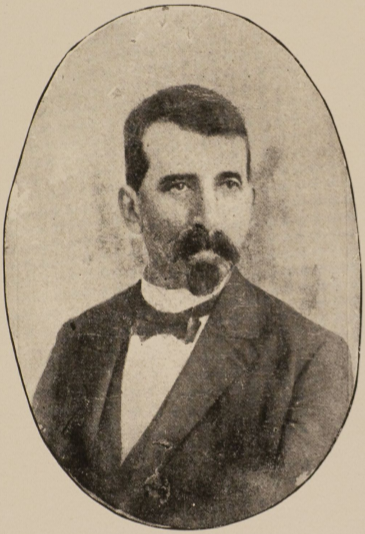
Leopoldino de Faria

Leopoldino Joaquim Teixeira de Faria (Campos dos Goytacazes, 27 de outubro de 1836 - Rio de Janeiro, 27 de outubro de 1911) foi um engenheiro civil e arquiteto, pintor histórico e retratista brasileiro.

## Biografia

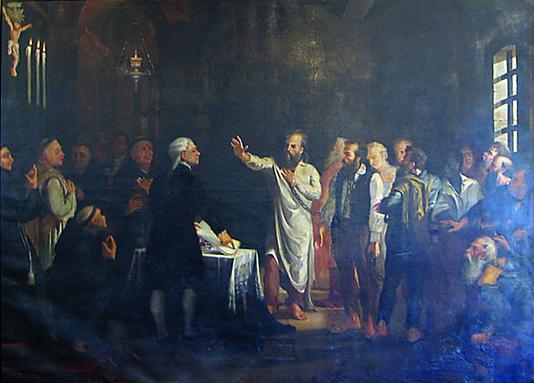
A Resposta de Tiradentes

Foi aluno de Jules Le Chevrel e de Vítor Meireles na Academia Imperial de Belas-Artes.
Considerado o primeiro pintor brasileiro a preocupar-se com temas de história do Brasil, em sua obra destaca-se o quadro "A Resposta de Tiradentes ao Desembargador Rocha no ato da comutação da pena aos seus companheiros depois da Missa". Popularmente conhecido como a "Leitura da Sentença dos Inconfidentes", foi encomendada ao pintor pelo Governo do Estado de Minas Gerais no início da República.
Na Santa Casa de Misericórdia de Campos dos Goytacazes existe uma série de retratos de provedores de sua autoria.